# Michael Dante DiMartino
Michael Dante DiMartino (ur. 18 lipca 1974 w Shelburne, Vermont) – amerykański animator i reżyser. Współtwórca serialu animowanego Awatar: Legenda Aanga, a następnie jego kontynuacji, Legenda Korry.